# Асспен (Южный Парк)
Асспен (англ. Asspen) — эпизод 603 (№ 81) сериала «Южный Парк», его премьера состоялась 13 марта 2002 года.

## Сюжет
Главные герои с родителями проводят отпуск в Аспене. Родителей не отпускают с рекламного семинара по продаже таймшер, а Стэна вызывают на состязание по слалому, в котором он побеждает.

## Пародии
- Эпизод пародирует молодёжные спортивные фильмы 1980-х, в том числе «Уж лучше умереть», «Эспен — самый сложный спуск», «Hot Dog... The Movie», «Ski Patrol», «Ski School»[1][2].
- В конце эпизода, когда девушка, помогавшая Стэну, показывает находящихся у неё на месте груди существ, они говорят: «Quaid, start the reactor» (рус. Квэйд, запусти реактор). Это является отсылкой к фильму «Вспомнить всё»[3]; Квэйд — имя персонажа, сыгранного там Арнольдом Шварценеггером. Эта шутка была написана в самом начале процесса работы над сценарием серии[3].